# Schizopera inopinata
Schizopera inopinata är en kräftdjursart som beskrevs av Sars 1909. Schizopera inopinata ingår i släktet Schizopera och familjen Diosaccidae. Inga underarter finns listade i Catalogue of Life.